# Gabriele von Schrenck-Notzing
Gabriele von Schrenck-Notzing (née Gabriele Siegle, 1872-1953), issue d'une famille fortunée, épousa le baron Albert von Schrenck-Notzing, de l'aristocratie munichoise. Elle est l'aviatrice connue sous le nom de baronne de Schenk (ou de Schrenk en France) en 1911. 

## Biographie
Gabriele Siegle est la fille de l'industriel allemand Gustav von Siegle (de), elle épouse Albert von Schrenck-Notzing. De cette union naîtront deux enfants : Leopold en 1894 et Gustav en 1896. 
À partir d'octobre 1911, Gabriele est en France, elle est élève sur biplan Sommer à Douzy puis on la retrouve à Mourmelon en avril 1912.